# Gjon Mili
Gjon Mili (28 de noviembre de 1904 - 14 de febrero de 1984) fue un fotógrafo albanés que desarrolló su carrera en Estados Unidos.
Su infancia la pasó en Rumanía y con 19 años se trasladó a Estados Unidos donde estudió Ingeniería en el Instituto Tecnológico de Massachusetts. Entre 1928 y 1938 estuvo trabajando en la Westinghouse Electric realizando investigaciones sobre iluminación.
En 1937 conoció a Harold Eugene Edgerton y mediante una formación autodidacta dos años después decidió dedicarse de modo exclusivo a la fotografía. Sus fotografías más conocidas son estudios de movimiento, en muchos casos relacionadas con el empleo del estroboscopio y la fotografía de alta velocidad. A mitad de los años cuarenta se convirtió en ayudante de Edward Weston.
Colaboró con la revista Life desde que se dedicó a la fotografía hasta su muerte, aunque en menor medida en sus últimos años. Hizo diferentes exposiciones de su obra como la realizada en el MOMA con el título Dancers in Movements (Bailarines en movimiento) en 1942 o la realizada en Museo de las Artes Decorativas de París en 1971 o en los Encuentros de Arlés de 1970. 
En 1949, la revista Life le encarga un reportaje sobre Pablo Picasso. Un breve encuentro, previsto en quince minutos, se alarga y de estas sesión de fotos surgen los "dibujos de luz" de Picasso, dibujando en el aire con una pequeña fuente de luz, con la técnica conocida como Light Painting.  El resultado fotográfico se expuso a principios de los años 1950 en el Museo de Arte Moderno de Nueva York.
En 1944 dirigió el cortometraje titulado Jammin' the Blues y seis años después otro titulado Improvisation que tratan sobre el jazz.
En Kosovo se creó un premio de fotografía con su nombre.